# Conostigmus canariensis
Conostigmus canariensis är en stekelart som beskrevs av Paul Dessart och Cancemi 1987. Conostigmus canariensis ingår i släktet Conostigmus och familjen trefåresteklar. Inga underarter finns listade i Catalogue of Life.